# Kirchspiel Datteln
Das Kirchspiel Datteln war ein historisches Kirchspiel im Vest Recklinghausen (kurkölnische Herrschaft zwischen Lippe und Emscher). Es wurde erstmals am 17. Juni 1147 erwähnt, als Papst Eugen III. der Abtei Deutz den Besitz der Kirche in Datteln bestätigte. Im Mittelalter entwickelte sich Datteln zu einem der größten Kirchspiele des Vests Recklinghausen. Zu diesem Kirchspiel gehörten neben dem Dorf Datteln die umliegenden Bauerschaften (Kirchspielgemeinden) Bockum, Hagem, Klostern (mit Markfeld), Meckinghofen, Pelkum und Rapen (sowie die kleinen Orte Redde und Hachhausen). Zum Kirchspiel Datteln zählte man ein ganzes Dutzend Adelsgüter. Das Gebiet unterstand bis 1802 der kurkölnischen Obrigkeit; nach dem Übergang an Arenberg und Napoleon 1811–1813 wurde es preußisch (Amt Datteln, später Kreis Recklinghausen). 1936 erhielt Datteln Stadtrechte, und 1975 wurden schließlich Ahsen und Horneburg eingemeindet.

## Geschichte
Das Kirchspiel Datteln gehörte bis 1802 zum Vest Recklinghausen im Kurfürstentum Köln. Nach dem Frieden von Lunéville kam das Vest 1803 an das Herzogtum Arenberg, 1811 per Senatskonsult an das Großherzogtum Berg. Unter französischer Verwaltung wurde 1811 die Mairie Datteln eingerichtet. 1813 rückten preußische Truppen ein; im Königreich Preußen wurde 1816 das Amt Datteln (Regierungsbezirk Münster, Kreis Recklinghausen) gebildet. In der Folge trennte man 1836/1857 die Bürgermeistereien Datteln und Waltrop (Datteln erhielt einen eigenen Amtsbürgermeister). Schließlich wurden 1936 die Stadtrechte an Datteln verliehen und 1975 durch Eingemeindungen die Gebietsreste des alten Kirchspiels in die Stadt Datteln integriert.

## Religion
Die Pfarrkirche St. Amandus ist das geistliche Zentrum des Kirchspiels. Das Kirchengebäude geht in seinen ältesten Teilen auf das 12. Jahrhundert zurück (romanischer Westturm aus dem 13. Jh.), der Chorraum wurde im 16. Jahrhundert im spätgotischen Stil ergänzt. Nach der schweren Zerstörung im Zweiten Weltkrieg erfolgte 1947–1950 ein Wiederaufbau, bei dem die alten Mauern des Chores und der Westturm erhalten blieben. Bis 1803 war St. Amandus inkorporiert an die Benediktinerabtei Deutz. Seelsorglich gehörte das Vest Recklinghausen vormals zum Erzbistum Köln; nach 1821 wurde es dem Bistum Münster zugeordnet. Im Kirchspiel Datteln entstanden ab dem 17. Jahrhundert weitere Pfarreien: So erhielt Horneburg 1670 seine eigenständige Pfarrkirche St. Maria Magdalena und trennte sich damit von Datteln. Die Gemeinde Ahsen (bis 1611 Filiale) wurde Mitte des 17. Jahrhunderts zur Pfarrei erhoben. Evangelische Christen kamen erst seit der zweiten Hälfte des 19. Jahrhunderts in nennenswerter Zahl vor; die erste evangelische Kirchengemeinde (Reformierte) mit Pfarrsitz in Datteln wurde 1912 eingerichtet.

## Kultur
Im ländlich geprägten Kirchspiel spielten regionale Bräuche eine große Rolle. Seit dem Mittelalter bildeten die Bauernschaften eigene Schützengilden – Zusammenschlüsse zur gegenseitigen Hilfe und Abwehr – aus, um das Kirchengemeindegebiet zu schützen. Noch heute bestehen örtliche Schützenvereine, die jahrhundertealte Traditionen wie das Schützenfest (Kirchweihfest) pflegen. 1922 gründete sich in Datteln ein Plattdeutscher Sprach- und Heimatverein zur Pflege des regionalen Dialekts und der Volkskultur. Weitere Feste (z. B. Maikirmes, Erntedank, Karneval) gehören fest zum kulturellen Leben. Typisch für die Region sind außerdem plattdeutsche Theater- und Musikgruppen, Brauchtumspflege durch Heimatvereine und Heimatmuseen.

## Verwaltung
Das Kirchspiel diente auch administrativ als Einheit: Kirchspiel und Bauerschaften bildeten eine gemeinsame Kommunalverwaltung. Bis ins frühe 19. Jahrhundert gab es eigene Bauerngerichte, die ländliche Polizei und den Kirchspielsschulmeister für alle Dattelner Bauerschaften. Das Landgericht Datteln unterstand vormals dem Hohen Gericht Recklinghausen. Nach 1815 wurde das Gebiet in das preußische Kreisregime eingegliedert (Amt Datteln im Regierungsbezirk Münster). Die reformierten Gemeindeordnungen des 19. Jahrhunderts ersetzten die alten Landgemeinden nach und nach durch moderne Stadt- und Gemeindeverbände. 1936 ging das Amt Datteln im Stadtrecht der Stadt Datteln auf, die seit 1975 Rechtsnachfolgerin des alten Kirchspiels ist.

## Siedlungsstruktur
Das Kirchspiel Datteln umfasste das Kirchdorf Datteln und mehrere Landgemeinden. Zu den Bauerschaften gehörten insbesondere:
- Bockum
- Hagem
- Klostern (mit der Unterbauerschaft Markfeld)
- Meckinghofen (mit Natrop)
- Pelkum
- Rapen[7]

Diese ländlichen Siedlungen entstanden aus frühesten Allmendflächen und Einzelhöfen. Daneben gab es das Ausspannhaus Redde (später Teil von Ahsen) sowie um 1344 das Dorf Hachhausen. Das Gebiet war seit dem Mittelalter stark von großen Gutshöfen (Rittergütern) geprägt: Im Kirchspiel lagen Haus Löringhof, Haus Vogelsang, Haus Klostern und der Hof Meckinghof. Bis heute bestimmen Felder, Wälder und vereinzelte Hofstellen die Kulturlandschaft des ehemaligen Kirchspiels.